# David Edwin Coombe
David Edwin Coombe (1927-1999) fue un botánico ecólogo, y profesor británico.
En 1945, fue becario en Christ’s College, Cambridge, y permaneció como estudiante graduado trabajando con Clifford Evans, después fue profesor en Ecología Experimental. Coombe fue elegido para una beca de investigación en 1951 y al año siguiente a una cátedra de la Universidad de Cambridge, en el Departamento de Botánica, que ocupó hasta su jubilación en 1989.
Viajó mucho en el Reino Unido y en Europa y África occidental, que visitó por primera vez como estudiante acompañando a Clifford Evans en su segunda expedición botánica a Nigeria. Con los años, Coombe construyó una biblioteca botánica de primer nivel desde el que podía citar con gran precisión.
Vio sin límites al estudio de las plantas. Era igualmente feliz trabajando a campo, realizando experimentos en el Jardín Botánico en el crecimiento de los árboles tropicales o el estudio de la historia del paisaje. Su acercamiento a la Ecología Histórica abrió nuevas e importantes áreas de investigación académica. Utilizó muchas fuentes diferentes de registros históricos para determinar las condiciones ambientales y de cualquier tipo de registros botánicos disponibles, incluso los grabados del siglo XIX y la identificación de los árboles individuales pintados por Constable para evaluar su crecimiento en los últimos 150 años. Su propia investigación sobre la historia ecológica de Madingley Wood cerca de Cambridge y Buff Wood en Lizard, son sobresalientes contribuciones a esta disciplina.

## Eponimia
- (Rutaceae) Coombea P.Royen[3]

## Algunas publicaciones
- david edwin Coombe. 1987. Of Milton and Mulberries. Christ's College Magazine

### Libros
- eduard Strasburger, peter robert Bell, david edwin Coombe, richard nikolaus Harder. 1965. Strasburger's Textbook of Botany. Rewritten by Richard Hardar [and Others] ... New English Edition Translated from the Twenty-eighth German Edition by Peter Bell ... David Coombe [con ilustraciones y cartas] 846 pp.